# Le relazioni pericolose (romanzo)
Le relazioni pericolose (Les Liaisons dangereuses) è un romanzo epistolare di Pierre-Ambroise-François Choderlos de Laclos del 1782. Il romanzo narra le avventure di due libertini appartenenti alla nobiltà francese del diciottesimo secolo, ed è considerato uno dei capolavori della letteratura francese.

## Trama
Il visconte di Valmont, cinico seduttore, ha deciso di conquistare la castissima Madame de Tourvel. Confida il suo progetto alla marchesa de Merteuil, sua ex amante e sfrenata libertina. Sarà lei a guidare a distanza le avventure di Valmont, imponendogli di rispettare il codice libertino. Gli consiglia innanzitutto di conquistare la timida Cécile de Volanges, appena uscita di convento e promessa a un uomo di cui la marchesa si vuole vendicare.
Cécile si innamora del giovane Danceny, e Valmont riesce a sedurla ponendosi come intermediario tra lei ed il giovane.
Grazie ad alcuni stratagemmi il visconte vince anche le resistenze di M.me de Tourvel riuscendo a possederla anche carnalmente; ciò nonostante la marchesa lo obbliga a rompere quest'ultima relazione. Valmont scrive una lettera di rottura a M.me de Tourvel nella speranza, che risulterà vana, di riottenere i favori della sua ex amante. La lotta fra i due libertini è ormai inevitabile e la marchesa rivela a Danceny la relazione fra Valmont e Cécile. I due si battono in duello e Valmont muore, ma non prima di aver consegnato al giovane le lettere che smascherano le trame della marchesa di Merteuil. La marchesa, sfigurata dal vaiolo e conosciuta finalmente nella sua reale natura, si isola dalla società, mentre M.me de Tourvel e Cécile si ritirano in convento dove la prima morirà poco dopo.

## Trasposizioni cinematografiche
Il capolavoro di Laclos ha fornito il soggetto a più di un film. La prima versione è Le relazioni pericolose, diretto nel 1959 da Roger Vadim, con Gérard Philipe, Jeanne Moreau, Annette Strøyberg e Boris Vian. La versione più celebre è però Le relazioni pericolose diretto nel 1988 da Stephen Frears, con Glenn Close (Mme de Merteuil), John Malkovich (Valmont), Michelle Pfeiffer (Mme de Tourvel), Uma Thurman (Cécile de Volanges) e Keanu Reeves (Danceny). La sceneggiatura di Christopher Hampton, tratta dall'omonimo adattamento teatrale del romanzo ad opera dello stesso Hampton, ha vinto l'Oscar come pure la scenografia e i costumi. Un'altra versione, nel 1989, è Valmont di Miloš Forman, con Colin Firth, Annette Bening, Meg Tilly e Fairuza Balk: tuttavia questo film, che ha vinto il premio César per la migliore scenografia e i migliori costumi, ha un finale diverso da quello del romanzo. Un'interpretazione in chiave moderna è rappresentata da Cruel Intentions, un film del 1999 diretto da Roger Kumble, con Ryan Phillippe (Sebastian Valmont), Sarah Michelle Gellar (Kathryn Merteuil) e Reese Witherspoon (Annette Hargrove). Un'interpretazione in chiave asiatica è invece rappresentata da Untold Scandal del regista sudcoreano E J-yong. Nel 2016 la TV brasiliana Globo ha trasmesso la miniserie Ligações Perigosas scritta da Manuel Dias: un'interpretazione del romanzo ambientata nel Brasile degli anni venti del XX secolo. Nel 2022 ne è stato tratto un libero adattamento per Netflix denominato Le relazioni pericolose e ambientato nella Francia odierna.

## Teatro
L'adattamento teatrale più noto del romanzo è Les Liaisons Dangereuses di Christopher Hampton, premiato con il Laurence Olivier Award alla migliore nuova opera teatrale al suo debutto sulle scene londinesi nel 1986, esordito in Italia nel 1988 e poi riadattato da Stephen Frears nel film Le relazioni pericolose. Il testo di Christopher Hampton, tradotto da Masolino D'Amico, è stato pubblicato nel 1989 nella "Collezione di teatro" di Einaudi.
In Italia il romanzo è stato portato in scena in diversi adattamenti. Nel 2017 Marco Sgrosso e Elena Bucci dirigono e interpretano una loro riduzione del romanzo in una produzione del CTB (Centro Teatrale Bresciano). Nel 2022 Carmelo Rifici firma una nuova drammaturgia del romanzo arricchita da inserti letterari di autori e filosofi del 900 (tra i quali Antonin Artaud, Fëdor Dostoevskij, Simone Weil, Hugo von Hofmannsthal, Friedrich Nietzsche e Pier Paolo Pasolini) prodotta dal LAC - Lugano Arte Cultura e in tournée Italiana da inizio 2023.

## Opera lirica
Nel 2019 è andato in scena, all'Aja, per opera2day, una versione operistica delle Liaisons Dangereuses, con titolo inglese “Dangerous Liaisons”. L’idea è stata di Serge van Vaggel che, oltre a curare la regia, ha selezionato le arie scegliendo tra le più famose pagine musicali di Vivaldi, il restante della parte musicale è stato affidato a Vanni Moretto che ha composto i recitativi collegandoli magistralmente alla musica già esistente. Il libretto Italiano è stato scritto da Stefano Simone Pintor, il direttore musicale è stato Hernàn Schvartzman, la Marchesa di Merteuille è stata interpretata dal contralto napoletano Candida Guida.

## Edizioni italiane
- Amicizie perfide, trad. anonima, Pescara: Casa editrice abruzzese, 1909
- Amicizie perfide, trad. anonima, Lanciano: Carabba, 1914
- Le amicizie pericolose, trad. Donna Paola, Milano: Istituto editoriale italiano, 1917
- I legami dannosi, trad. Valerio Folco, Milano: L'Aristocratica, 1927
- Amicizie pericolose, trad. Fernando Palazzi, Milano, Mondadori, 1933; con prefazione di Andrea Calzolari, ivi, 1989
- Le amicizie pericolose, trad. Adolfo Ruata, Prefazione di Arrigo Cajumi, Torino: Einaudi, 1949
- I legami pericolosi, trad. Piero Bianconi, Milano, Rizzoli, 1953; con introduzione di Giovanni Macchia, ivi, 1968
- Le amicizie pericolose, trad. Fausta Giani Cecchini, Torino: UTET, 1960; Firenze: Sansoni, 1965; con prefazione di André Malraux, Milano: Tea, 1989
- Legami pericolosi, trad. Giovanna Bonchio, Introduzione di Luciano De Maria, Milano: SugarCo, 1964
- Amicizie pericolose, trad. e riduzione Marcello Quadri, Torino: MEB, 1970; Milano: Sonzogno, 1986
- Le relazioni pericolose, trad. Maria Teresa Nessi, Milano: Garzanti, 1977; con introduzione di Maurizio Cucchi, ivi, 1989
- Le amicizie pericolose, trad. Licia Brustolin, Milano: Peruzzo, 1985
- Le relazioni pericolose, trad. Lucio Chiavarelli, Roma: Tascabili economici Newton, 1993
- Le relazioni pericolose, trad. Vincenzo Papa, Milano: Frassinelli, 1998
- Le relazioni pericolose, trad. e introduzione Bruno Nacci, Firenze: Giunti, 2006
- Le relazioni pericolose, trad. Cinzia Bigliosi Franck, Milano: Feltrinelli, 2007
- Le relazioni pericolose, trad. Antonia Marza, Milano: Baldini Castoldi Dalai, 2012
- Le relazioni pericolose, trad. Bérenice Capatti, Collana Grandi classici, Milano, BUR-Rizzoli, 2018, ISBN 978-88-170-9906-6
- Le relazioni pericolose, trad. Luisa De Nardis, 2025, Amazon.